# Rhainopomma uguenoensis
Rhainopomma uguenoensis är en insektsart som beskrevs av Hemp, C. 2007. Rhainopomma uguenoensis ingår i släktet Rhainopomma och familjen Lentulidae. Inga underarter finns listade i Catalogue of Life.